# Iron Junction (Minnesota)
Iron Junction es una ciudad ubicada en el condado de St. Louis en el estado estadounidense de Minnesota. En el Censo de 2010 tenía una población de 86 habitantes y una densidad poblacional de 40,05 personas por km².

## Geografía
Según la Oficina del Censo de los Estados Unidos, Iron Junction tiene una superficie total de 2.15 km², de la cual 2.15 km² corresponden a tierra firme y (0%) 0 km² es agua.

## Demografía
Según el censo de 2010, había 86 personas residiendo en Iron Junction. La densidad de población era de 40,05 hab./km². De los 86 habitantes, Iron Junction estaba compuesto por el 96.51% blancos, el 0% eran afroamericanos, el 0% eran amerindios, el 0% eran asiáticos, el 0% eran isleños del Pacífico, el 1.16% eran de otras razas y el 2.33% pertenecían a dos o más razas. Del total de la población el 2.33% eran hispanos o latinos de cualquier raza.